# مسجد كالي باسير
مسجد كالي باسير (بالإندونيسية: Masjid Kali Pasir)‏هو أقدم مسجد في مدينة تانجيرانج، وهو إرث تاريخي من مملكة باجاجاران .  يقع هذا المسجد على الضفة الشرقيّة لـ نهر تشي ساداني، وتحديدًا في وسط مستوطنة لسكان صينيين في قرية سوكاساري (Sukasari).  وبالتالي فهو مُصمم أيضًا على الطراز الصيني.  يعكس أقدم مسجد في تانجيرانج الانسجام الديني السائد في عصره.  حتى الآن المسجد الذي يبلغ عمره مئات السنين لا يزال يستخدم كمكان للعبادة.  ومع ذلك، لم يعد هذا المسجد يستخدم لأداء صلاة الجمعة. 

## تاريخ
تم بناء المسجد بجوار معبد بيون تك بيو الذي كان قائمًا في ذلك الوقت.  تَمَّ إنشاء المسجد والذي تبلغ مساحته 288 مترًا مربعًا في عام 1700 من قِبَل Tumenggung Pamit Wijaya الذي جاء من منطقة تُدعى Kahuripan Bogor.   فهو أراد في البدايّة نشر الإسلام من سلطنة سيربون إلى منطقة بنتن.  ومع ذلك، توقف في تانجيرانج وبنى المسجد.  وتَمَّ تنفيذ بناء المسجد من قِبَل المُسلمين المحليين وساعدهم السكان الصينيون كذلك.  في عام 1712، استمر ابنه رادين باجوس أونينج ويراديلاجا في إدارة المسجد.  تم تجديد هذا المسجد عدة مرات لكن المبنى لا يزال على الطراز العربي والصيني والأوروبي.  حاليًا، لا يزال هناك جانبان فقط من العمارة سليمًا، وهما الأعمدة الأربعة داخل المسجد والقبة الصينية الصغيرة المزخرفة.  كان العمود مصنوعًا من الخشب ويبدو مساميًا (يتضمن الكثير من المسامات) وكان لابد من دعمه ببعض الحديد. 

## الأهمية في أندونيسيا
بالإضافة إلى كونه مكانًا للعبادة والرموز الدينية، ولكنهُ يتم اعتبارهُ كقيمة تاريخية عالية.  فَتَمَّ اعتبارهُ مكانًا للتثاقف والدين.  من حيث البناء، فتشبه مئذنة هذا المسجد الباغودا الصينية.  هناك أيضًا موكب صغير للقارب أقامه هذا المسجد للاحتفال بالمولد النبوي الشريف.  يوجد شكل موكب على قارب صغير يرمز لوصول شيوخ المسلمين على نهر تشي ساداني، مدينة تانجيرانج. يتميز بشكل الخزان الذي يميل مقارنة بإتجاه المسجد.  هذا الشكل موجود منذ بداية إنشاء المسجد.  هذا لأنه إذا تم بناء المسجد في اتجاه القبلة، فسيتم هدم المنازل المحيطة بالمسجد. 

## القبر في باحة المسجد
خلف هذا المسجد يوجد قبر (مرقد) وصي تانجرانج رادين أحمد بنّا.  ومع ذلك، فإن وجود قبر شخصية تانجيرانج غير معروفة أو ملحوظة على نطاق واسع لعامة الناس.  ولكن القبر أيضًا لا يتم صيانته جيدًا. 

## معرض الصور

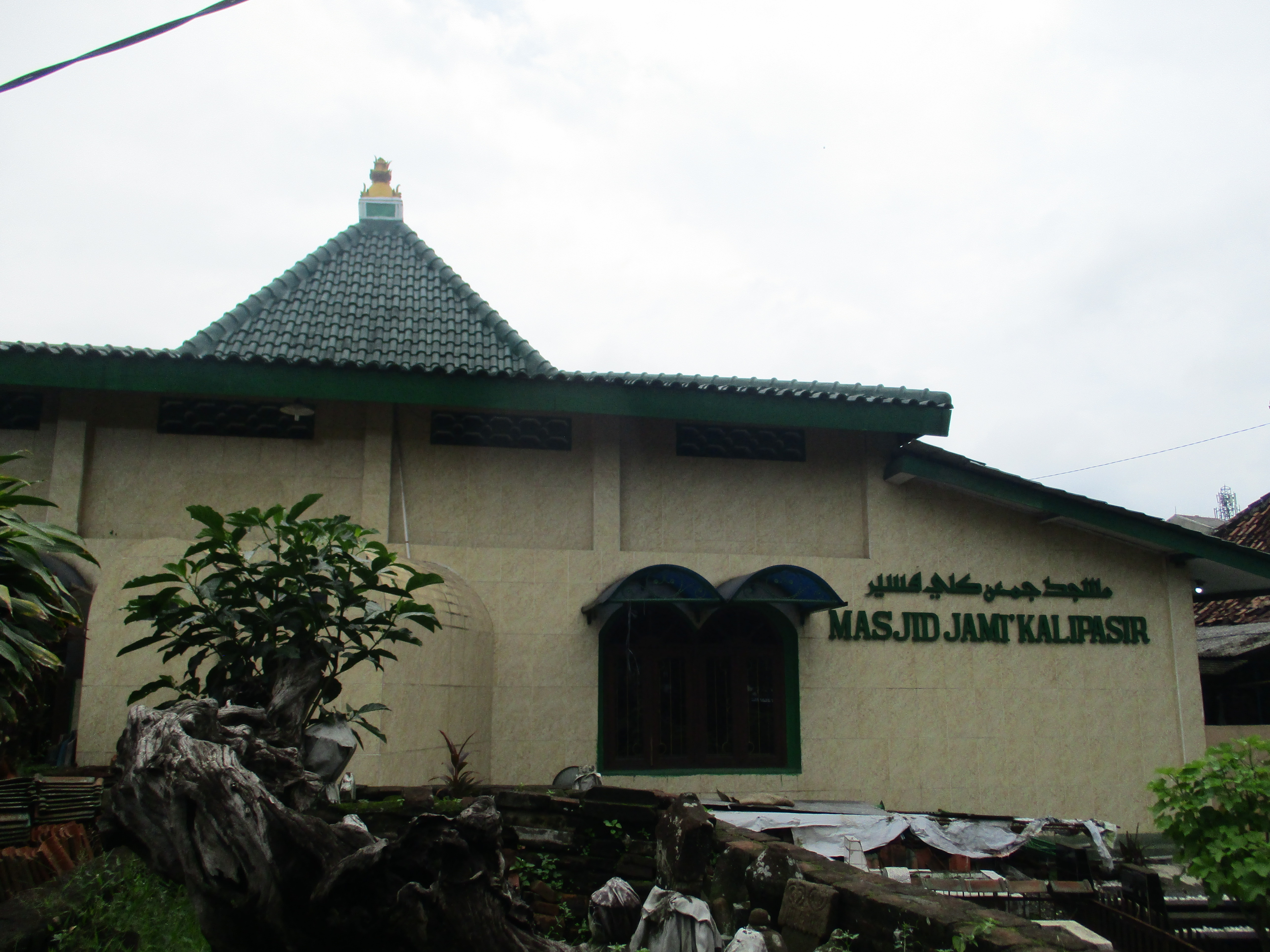
ظهر المسجد
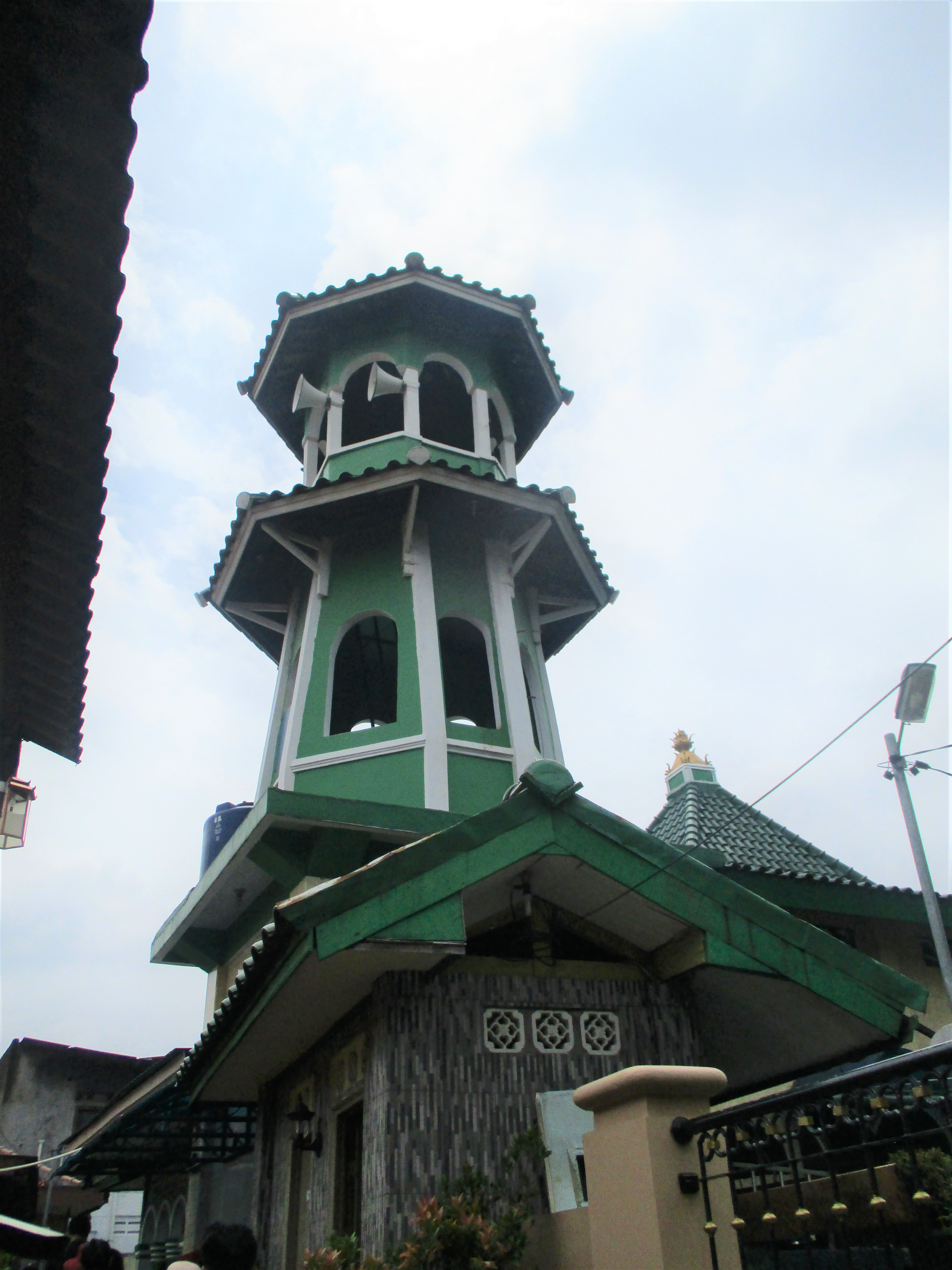
مِئذنـة المسجد